# إميلي دتون
إميلي دتون (بالإنجليزية: Emily Dutton)‏ هي نجمة اجتماعية أسترالية، ولدت في 13 نوفمبر 1884 في غاولر في أستراليا، وتوفيت في 11 مايو 1962.